# Präfekturuniversität Shimane

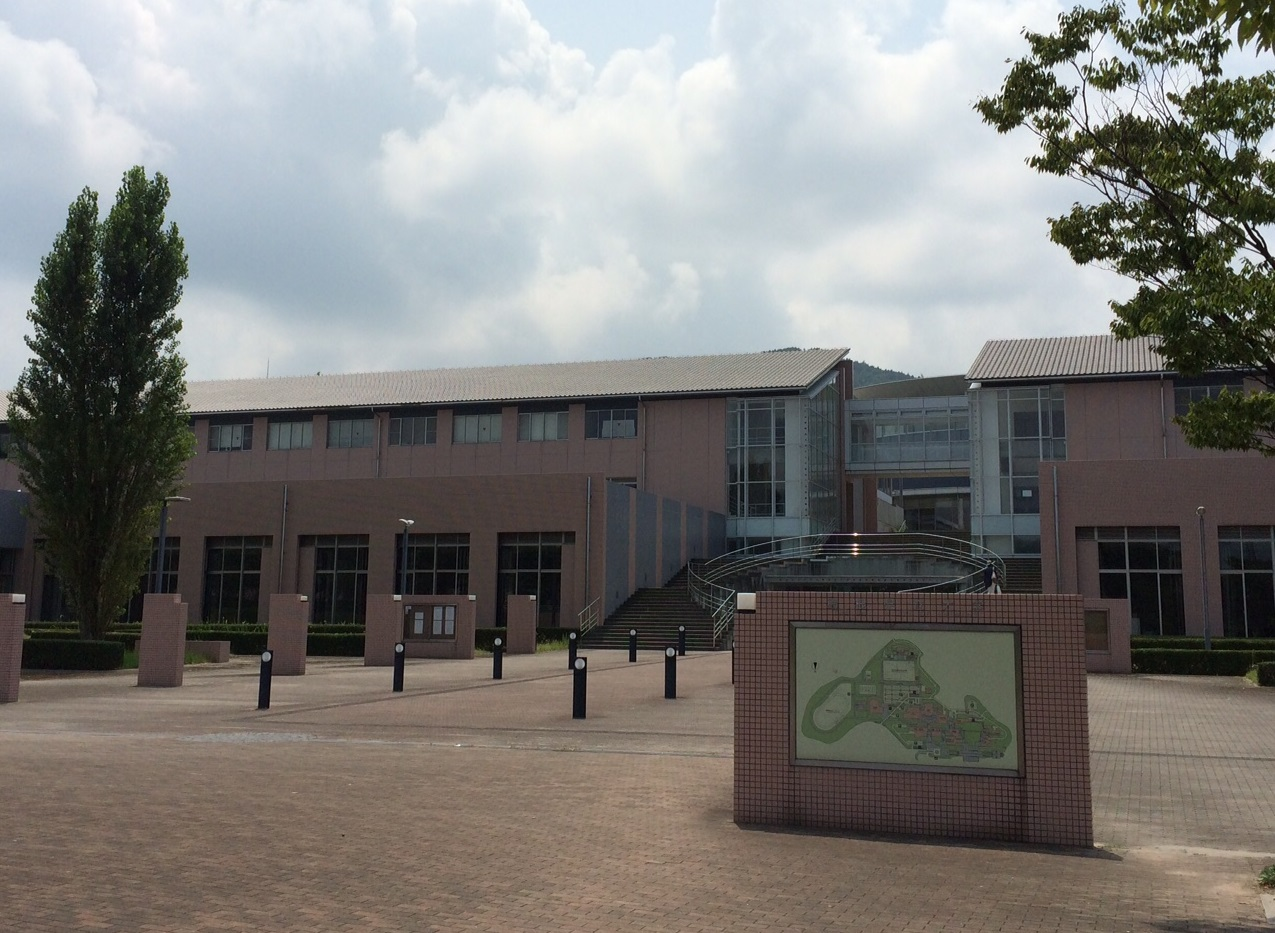
Hamada-Campus (2016)

Die Präfekturuniversität Shimane (japanisch 島根県立大学 Shimane-kenritsu daigaku; engl. The University of Shimane) ist eine öffentliche (präfekturale) Universität in Japan. Der Hauptcampus liegt in Hamada in der Präfektur Shimane.

## Geschichte
Gegründet wurde die Universität 1993 als Präfekturale Internationale Kurzuniversität Shimane (島根県立国際短期大学, Shimane-kenritsu kokusai tanki daigaku). 2000 entwickelte sie sich zur 4-jährigen Präfekturuniversität Shimane. 2003 richtete sie die Graduiertenschule (Masterstudiengänge und Doktorkurse) ein. 2007 wurden die bestehenden Kurzuniversitäten in Matsue (Frauenkurzuniversität) und Izumo (Krankenpflegekurzuniversität) zur Angegliederten Kurzuniversität der Präfekturuniversität zusammengelegt.

### Matsue-Campus
1946 wurde die Präfekturale Frauenfachschule Matsue (島根県立松江女子専門学校 Shimane-kenritsu Matsue joshi semmon gakkō) gegründet. 1953 wurde sie zur Angegliederten Frauenkurzuniversität der Landwirtschaftshochschule Shimane umgewandelt. 1961 wurde sie in Frauenkurzuniversität Shimane (島根女子短期大学 Shimane joshi tanki daigaku) umbenannt. Sie hatte Abteilungen für Hauswirtschaft, Kindertagespflege (1973–) und Literatur (1988–). 2007 wurde sie zur koedukativen Angegliederten Kurzuniversität der Präfekturuniversität. 2018 richtete die Präfekturuniversität die Fakultät für Humanität und Pädagogik (人間文化学部) im Matsue-Campus ein.

### Izumo-Campus
1951 wurde die 2-jährige Präfekturale Krankenpflegeschule Shimane (島根県立看護学院 Shimane-kenritsu kango gakuin) gegründet. 1953 wurde sie in Präfekturale Höhere Krankenpflegeschule Shimane (3-jährig) umbenannt, 1982 dann in Präfekturale Umfassende Krankenpflegeschule Shimane. 1995 wurde sie in Präfekturale Krankenpflegekurzuniversität Shimane (島根県立看護短期大学 Shimane-kenritsu kango tanki daigaku) reorganisiert. 2007 wurde sie zur Angegliederten Kurzuniversität der Präfekturuniversität. 2012 richtete die Präfekturuniversität die Fakultät für Pflegewissenschaft im Campus ein, und 2015 wurde der Izumo-Campus der Kurzuniversität geschlossen.

## Fakultäten
- Hamada-Campus (in Hamada, Präfektur Shimane, 34° 53′ 4,3″ N, 132° 4′ 34,9″ OKoordinaten: 34° 53′ 4,3″ N, 132° 4′ 34,9″ O):
  - Fakultät für Internationale Beziehungen
  - Fakultät für Studien von Regional Policy (jap. 地域政策学部, engl. Faculty of Regional Policy Studies)[6]

- Izumo-Campus (in Izumo, Präfektur Shimane, 35° 23′ 49,5″ N, 132° 46′ 20,2″ O):
  - Fakultät für Pflege- und Ernährungswissenschaft
    - Abteilung für Pflegewissenschaft
    - Abteilung für Gesundheits- und Ernährungswissenschaft

- Matsue-Campus (in Matsue, Präfektur Shimane, 35° 26′ 19,9″ N, 133° 3′ 36,1″ O):
  - Fakultät für Humanität und Pädagogik (jap. 人間文化学部, engl. Faculty of Humanities and Education)[7]
    - Abteilung für Vorschul- und Grundschulpädagogik
    - Abteilung für Regionale Kulturwissenschaft

  - Angegliederte Kurzuniversität (島根県立大学短期大学部)
    - Abteilung für Vorschulpädagogik
    - Abteilung für Kultur und Informationswissenschaft